# Teenuse
Teenuse (tyska: Stenhusen) är en by (estniska: küla) i Märjamaa kommun i landskapet Raplamaa i västra Estland. Byn ligger vid vattendraget Kasari jõgi, nära gränsen till landskapet Läänemaa.
Före 2002 hörde byn till Loodna kommun.